# Jabelitz (Bernitt)
Jabelitz ist ein Ortsteil der Gemeinde Bernitt im Landkreis Rostock in Mecklenburg-Vorpommern. 

## Geografie und Verkehrsanbindung
Der Ort liegt südwestlich des Kernortes Bernitt. Das 110 ha große Naturschutzgebiet Hohe Burg und Schwarzer See liegt östlich. 
Nördlich vom Ort verläuft die A 20 und südlich die Landesstraße 14.